# Choe Bu
Choe Bu (1454-1504) est un homme politique coréen du début de la période Chosŏn (1392-1910). 
Il est surtout connu pour avoir écrit sur son voyage en Chine de février à juillet 1488, à l'époque de la dynastie Ming (1368-1644). 

## Biographie
Avant 1485, il aida à terminer la compilation du Dongguk Tonggam. 
Bien qu'il ait été finalement banni de la cour Chosŏn en 1498, puis exécuté en 1504 au cours de deux purges politiques, il a reçu les honneurs posthumes de la cour Chosŏn en 1506.

## Récit de son voyage en Chine
Les journaux de Choe racontant ses voyages en Chine furent largement imprimés au XVIe siècle dans les deux Corées et le Japon. Les historiens modernes[Qui ?] font également appel à ses écrits et à son carnet de voyage puisqu'il fournit un point de vue extérieur unique sur la culture chinoise du XVe siècle et des informations précieuses sur les villes chinoises et les différences régionales. Les attitudes et les opinions exprimés dans ses écrits représentent en partie la vue et opinions des intellectuels confucéens coréens du XVe siècle, qui considéraient la culture chinoise comme compatible et similaire avec la leur. Sa description des villes, des gens, des coutumes, de la cuisine et du commerce maritime le long du Grand Canal donne un aperçu de la vie quotidienne en Chine et comment elle diffère entre le nord et le sud de la Chine au XVe siècle.